# Johan van Saksen (1801-1873)
Johan Nepomuk Maria Jozef Anton Xaverius Vincent Aloysius Frans de Paula Stanislaus Bernhard Paul Felix Damasus (Duits: Johann Nepomuk Maria Joseph Anton Xaver Vincenz Aloys Franz de Paula Stanislaus Bernhard Paul Felix Damasus) (Dresden, 12 december 1801 — Pillnitz, 29 oktober 1873) was van 1854 tot 1873 koning van Saksen. Hij was de jongste zoon van prins Maximiliaan van Saksen en Carolina van Parma, dochter van Lodewijk I van Etrurië.
Naast zijn juridische en staatkundige studies hield hij erg van poëzie en muziek. Van zijn moeder had hij een bijzondere voorliefde voor de Italiaanse taal en literatuur geërfd. Hij ondernam in 1821 met zijn broer Clemens een reis naar Italië, alwaar de laatstgenoemde stierf. Johan trad op 21 november 1822 in het huwelijk met Amalia Augusta, dochter van Maximiliaan I Jozef van Beieren. In 1824 nam hij deel aan de oprichting van de Koninklijke Saksische Oudheidsvereniging en hij nam later het protectoraat daarvan op zich. Onder de naam Philalethes bracht hij een met kritische en historische verklaringen voorziene vertaling van Dantes Goddelijke Komedie uit. Hij werd als teken van waardering opgenomen in de Pruisische Orde Pour le Mérite voor Letteren en Kusten.

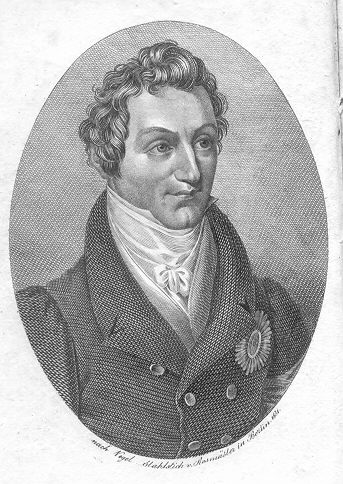
Johann rond 1831

In 1830 werd Johans oudste broer Frederik August door koning Anton tot regent benoemd. Johan stond aan het hoofd van de commissie tot behoud van de orde in het land en had het commando over de lokale garde. Ook had hij een zetel in de Geheime Raad, was daarna voorzitter van de Staatsraad en tot het voorjaar van 1831 president van het Geheime Financiële Collegium. Na Antons dood besteeg Frederik August in 1836 als Frederik August II de Saksische troon.
Johan besteeg de troon nadat zijn broer op 9 augustus 1854 was verongelukt. Onder invloed van zijn premier Friedrich Ferdinand von Beust streefde hij naar het Groot-Duitse ideaal van een verenigd rijk inclusief Oostenrijk. Saksen streed in 1866 in de Oostenrijks-Pruisische Oorlog aan de kant van Oostenrijk. Na de nederlaag in de Slag bij Königgrätz sloot hij zich aan bij de Noord-Duitse Bond en in 1871 bij het Duitse Keizerrijk.

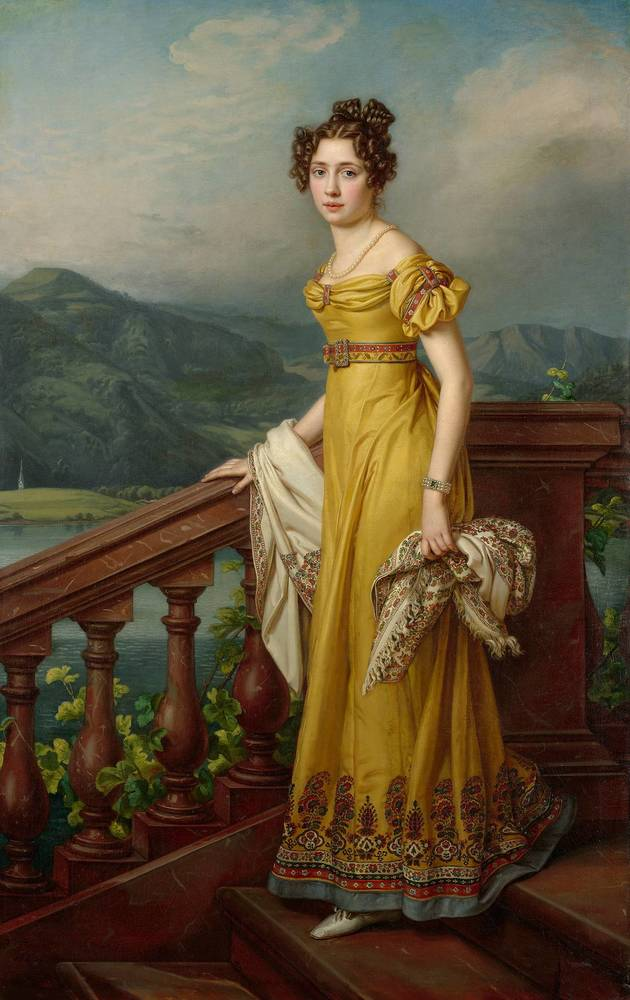
De vrouw van koning Johan, Amalia Augusta van Beieren

Hij werd na zijn overlijden in Slot Pillnitz opgevolgd door zijn zoon Albert.

## Kinderen
Koning Johan was getrouwd met prinses Amalia Augusta van Beieren, zij hadden negen kinderen:
- Maria Augusta Frederika (22 januari 1827 - 8 oktober 1857).
- Frederik Augustus Albert (23 april 1828 - 19 juni 1902), koning van Saksen na de dood van zijn vader. Trad in het huwelijk met prinses Carola van Wasa, kleindochter van koning Gustaaf IV Adolf van Zweden.
- Maria Elizabeth Maximiliana (4 februari 1830 - 14 augustus 1912), trad in het huwelijk met Ferdinand Maria van Savoye, een jongere broer van koning Victor Emanuel II van Italië.
- Frederik Augustus Ernst (5 april 1831 - 12 mei 1847).
- Frederik Augustus George (8 augustus 1832 - 15 oktober 1904), koning van Saksen na de dood van zijn broer Albert. Trad in het huwelijk met infante Maria Anna van Portugal, dochter van koningin Maria II van Portugal.
- Maria Sidonia Ludovica (16 augustus 1834 - 1 maart 1862), bleef ongehuwd, hoewel zij korte tijd in beeld was als echtgenote van de Oostenrijkse keizer Frans Jozef I van Oostenrijk.[1]
- Anna Maria Maximiliana (4 januari 1836 - 10 februari 1859), huwde met Groothertog Ferdinand IV van Toscane.
- Margaretha Carolina Frederika (24 mei 1840 - 15 september 1858), trad in het huwelijk met aartshertog Karel Lodewijk van Oostenrijk, jongere broer van keizer Frans Jozef I
- Sophie Maria Frederike (15 maart 1845 - 9 maart 1867), trad in het huwelijk met haar neef Karel Theodoor in Beieren, een jongere broer van keizerin Elisabeth van Oostenrijk-Hongarije.

## Voorouders
| Voorouders van Johan van Saksen | Voorouders van Johan van Saksen                                                    | Voorouders van Johan van Saksen                                                    | Voorouders van Johan van Saksen                                                    | Voorouders van Johan van Saksen                                                    | Voorouders van Johan van Saksen                                           | Voorouders van Johan van Saksen                                           | Voorouders van Johan van Saksen                                           | Voorouders van Johan van Saksen                                           |
| ------------------------------- | ---------------------------------------------------------------------------------- | ---------------------------------------------------------------------------------- | ---------------------------------------------------------------------------------- | ---------------------------------------------------------------------------------- | ------------------------------------------------------------------------- | ------------------------------------------------------------------------- | ------------------------------------------------------------------------- | ------------------------------------------------------------------------- |
| Overgrootouders                 | August III van Polen (1696-1763) ∞ Maria Josepha van Oostenrijk (1699-1757)        | August III van Polen (1696-1763) ∞ Maria Josepha van Oostenrijk (1699-1757)        | Keizer Karel VII Albrecht (1697-1745) ∞ Maria Amalia van Oostenrijk (1701-1745)    | Keizer Karel VII Albrecht (1697-1745) ∞ Maria Amalia van Oostenrijk (1701-1745)    | Filips van Parma (1720-1765) ∞ Louise Elisabeth van Frankrijk (1727-1759) | Filips van Parma (1720-1765) ∞ Louise Elisabeth van Frankrijk (1727-1759) | Maria Theresia (1717–1780) ∞ 1736 Keizer Frans I Stefan (1708–1765)       | Maria Theresia (1717–1780) ∞ 1736 Keizer Frans I Stefan (1708–1765)       |
| Grootouders                     | Frederik Christiaan van Saksen (1722-1763) ∞ Maria Antonia van Beieren (1723-1780) | Frederik Christiaan van Saksen (1722-1763) ∞ Maria Antonia van Beieren (1723-1780) | Frederik Christiaan van Saksen (1722-1763) ∞ Maria Antonia van Beieren (1723-1780) | Frederik Christiaan van Saksen (1722-1763) ∞ Maria Antonia van Beieren (1723-1780) | Ferdinand van Parma (1756-1802) ∞ Maria Amalia van Oostenrijk (1746-1804) | Ferdinand van Parma (1756-1802) ∞ Maria Amalia van Oostenrijk (1746-1804) | Ferdinand van Parma (1756-1802) ∞ Maria Amalia van Oostenrijk (1746-1804) | Ferdinand van Parma (1756-1802) ∞ Maria Amalia van Oostenrijk (1746-1804) |
| Ouders                          | Maximiliaan van Saksen (1759-1838) ∞ Carolina van Parma (1770-1804)                | Maximiliaan van Saksen (1759-1838) ∞ Carolina van Parma (1770-1804)                | Maximiliaan van Saksen (1759-1838) ∞ Carolina van Parma (1770-1804)                | Maximiliaan van Saksen (1759-1838) ∞ Carolina van Parma (1770-1804)                | Maximiliaan van Saksen (1759-1838) ∞ Carolina van Parma (1770-1804)       | Maximiliaan van Saksen (1759-1838) ∞ Carolina van Parma (1770-1804)       | Maximiliaan van Saksen (1759-1838) ∞ Carolina van Parma (1770-1804)       | Maximiliaan van Saksen (1759-1838) ∞ Carolina van Parma (1770-1804)       |
| Johan van Saksen (1801-1873)    |                                                                                    |                                                                                    |                                                                                    |                                                                                    |                                                                           |                                                                           |                                                                           |                                                                           |

## Noot
1. ↑  Birgitte Hamann, Elisbeth. Kaiserin wider Willen, München, 1981. 1997, blz 23